# Saqueig de Roma (455)
El saqueig de Roma de l'any 455 fou el segon dels tres saquejos de Roma duts a terme pels pobles bàrbars, en aquest cas pels vàndals, que estaven en guerra amb Petroni Màxim, emperador romà durant poc temps l'any 455.

## Antecedents
El 454, Aeci va ser apunyalat personalment per Valentinià III, i Valentinià va ser assassinat pels partidaris d'Aeci, i un any després, un ric aristòcrata senatorial, Petroni Màxim, que havia encoratjat ambdós assassinats, es va apoderar del tron. Va trencar el compromís de 442 entre Eudòxia i Huneric suposant una declaració de guerra amb els vàndals.
El rei vàndal Genseric va salpar amb la seva poderosa flota des de la seva capital a Cartago, pujant el Tíber per a saquejar la ciutat de Roma. Petroni va enviar Avit a demanar ajuda als visigots a la Gàl·lia abans que una flota dels vàndals arribés a Itàlia però no va poder reunir cap defensa eficaç, va intentar fugir de la ciutat i va ser destrossat per una multitud que va fer desfilar els trossos al voltant d'un pal.

## El saqueig
Després l'arribada dels vàndals, i segons els relats del cronista Pròsper d'Aquitània, el Papa Lleó I el Magne implorà a Genseric perquè no destruís la ciutat o matés els seus habitants. Genseric accedí i les portes de Roma s'obriren per a ell i per als seus homes. Petroni Màxim fugí per a no enfrontar-se a cap vàndal, però morí a mans d'una munió de ciutadans romans als afores de la ciutat.
S'accepta el fet que Genseric saquejà grans quantitats de tresors de la ciutat, i que inclòs prengué l'emperadriu Licínia Eudòxia, viuda de Valentinià, i les seves filles com a ostatges. Una d'aquestes filles fou Eudorica, que més tard es casaria amb el fill de Genseric, Huneric.
Existeix, malgrat això, prou debat al voltant de la severitat del saqueig vàndal. El saqueig de l'any 455 generalment és vist pels historiadors com més dur que el saqueig dut a terme pels visigots l'any 410, perquè els vàndals estigueren catorze dies mentre que els visigots només en passaren tres a la ciutat. La causa de la controvèrsia, però, és l'afirmació que el saqueig fou relativament net, i que hi hagué poques morts i poca violència, tot respectant els vàndals els edificis de la ciutat. Aquesta interpretació sembla que procedeix del relat de Pròsper que Lleó I aconseguí persuadir Genseric perquè no fos violent.
Tot i això, Víctor de Vita fa un recompte dels carregaments de captius que arribaren a Àfrica des de Roma per a ser venuts com a esclaus. Al mateix temps, l'historiador romà d'Orient Procopi de Cesàrea narra com almenys una església fou incendiada.

## Conseqüències
Els vàndals van marxar amb grans quantitats de tresor i també amb la princesa Eudòxia, que es va convertir en l'esposa d'un rei vàndal i la mare d'un altre, Hilderic.
L'Imperi d'Orient, salvat de la invasió germànica, viurà, amb el nom d'Imperi Romà d'Orient, mil anys més que el d'Occident, que sucumbirà l'any 476.